# Perissus angusticinctus
Perissus angusticinctus är en skalbaggsart som beskrevs av J. Linsley Gressitt 1942. Perissus angusticinctus ingår i släktet Perissus och familjen långhorningar. Inga underarter finns listade i Catalogue of Life.